# 新城街道 (盐城市)
新城街道是中华人民共和国江苏省盐城市亭湖区下辖的一个街道办事处。
2010年7月25日，江苏省人民政府批复同意以原南洋镇所辖新民、光荣、双林、南映、界河、蔡尖、巨丰、江西、东滩、民生、中舍、北舍、凤洋、新港、民联、绍林16个村委会区域设立新城街道办事处。

## 行政区划
新城街道下辖以下村级行政区划单位：
南映社区、新丰社区、新民社区、光荣社区、富康社区、北林社区、凤洋村、新港村、绍林村、民联村、新民村、悦河社区、阳光社区、蔡尖社区、江西社区、东滩村、中舍村、北舍村和民生村。